# Rae, Harjumaa
Rae är en by i Estland. Den ligger i Rae kommun i landskapet Harjumaa, 9 km sydost om huvudstaden Tallinn. Rae ligger 43 meter över havet och antalet invånare är 170.
Runt Rae är det ganska glesbefolkat, med 38 invånare per kvadratkilometer. Omgivningarna runt Rae är en mosaik av jordbruksmark och naturlig växtlighet.
Inlandsklimat råder i trakten. Årsmedeltemperaturen i trakten är 2 °C. Den varmaste månaden är juli, då medeltemperaturen är 16 °C, och den kallaste är januari, med −13 °C.